# Sequenza principale
La sequenza principale è una continua ed evidente banda di stelle disposta in senso pressoché diagonale nel diagramma Hertzsprung-Russell, una rappresentazione grafica che mette in relazione la temperatura effettiva (riportata in ascissa) e la luminosità (riportata in ordinata) delle stelle. Le stelle che si addensano in questa fascia sono dette stelle di sequenza principale o "stelle nane", anche se quest'ultima designazione è caduta in disuso.
Dopo essersi formata in una nube molecolare, una stella genera energia nel suo nucleo tramite le reazioni nucleari di fusione dell'idrogeno in elio. Durante questa lunga fase del suo ciclo vitale, la stella si pone all'interno della sequenza principale in una posizione che è determinata principalmente dalla sua massa e da altri fattori quali la sua composizione chimica. Tutte le stelle di sequenza principale si trovano in uno stato di equilibrio idrostatico in cui la pressione termica e, nelle stelle massicce, la pressione di radiazione del nucleo, dirette verso l'esterno, contrastano il naturale collasso gravitazionale degli strati della stella, diretto verso l'interno. A mantenere questo equilibrio contribuisce la forte dipendenza del tasso di creazione dell'energia dalla temperatura e dalla densità.
L'energia prodotta nel nucleo viene trasportata attraverso gli strati superiori tramite irraggiamento o convezione, a seconda del gradiente di temperatura e dell'opacità; alla fine raggiunge la fotosfera, da cui è irradiata nello spazio sotto forma di energia radiante. Le stelle di sequenza principale con una massa superiore alle 1,5 masse solari (M☉) possiedono un nucleo convettivo, mentre fra il nucleo e la superficie l'energia viene trasportata per irraggiamento. Nelle stelle di massa compresa fra 1,5 M☉ e 0,5 M☉ avviene il contrario: esse possiedono un nucleo in cui la trasmissione dell'energia avviene per irraggiamento, mentre la convezione si innesca al di sopra del nucleo, in prossimità della superficie. Infine, le stelle di sequenza principale con massa inferiore a 0,5 M☉ hanno un interno completamente convettivo.
Più la stella è massiccia, minore è il tempo in cui permane nella sequenza principale; questo perché, all'incrementare della massa, è necessario che i processi nucleari avvengano ad un ritmo superiore (e quindi anche più rapidamente) per contrastare la gravità della maggiore massa ed evitare il collasso. Dopo che il quantitativo di idrogeno nel nucleo si è completamente convertito in elio, la stella esce dalla sequenza principale, seguendo differenti "tragitti" a seconda della massa: le stelle con meno di 0,23 M☉ divengono direttamente delle nane bianche, mentre le stelle con masse maggiori passano per la fase di stella gigante o, a seconda della massa, supergigante, per poi arrivare, previa fenomeni più o meno violenti (come l'esplosione di una supernova), alla fase finale di stella degenere.
La sequenza principale è talvolta suddivisa in due parti, una superiore e una inferiore, sulla base del processo di produzione dell'energia. La parte bassa della sequenza è occupata dalle stelle aventi una massa inferiore alle 1,5 M☉, le quali fondono l'idrogeno in elio sfruttando una sequenza di reazioni che prende il nome di catena protone-protone. Al di sopra di questa massa, nella sequenza principale superiore, la fusione dell'idrogeno in elio avviene sfruttando come catalizzatori gli atomi di carbonio, azoto e ossigeno, in un ciclo di reazioni noto come ciclo CNO.

## Storia
Agli inizi del XX secolo erano già disponibili numerose informazioni sulle proprietà delle stelle e sulle loro distanze dalla Terra. La scoperta che lo spettro di ogni stella presentava delle caratteristiche che permettevano di distinguere tra una stella e l'altra permise di sviluppare diversi sistemi classificativi; tra questi uno dei più importanti fu quello implementato da Annie Jump Cannon ed Edward Charles Pickering presso l'Harvard College Observatory che divenne noto come schema di Harvard, in seguito alla sua pubblicazione negli Harvard Annals nel 1901.

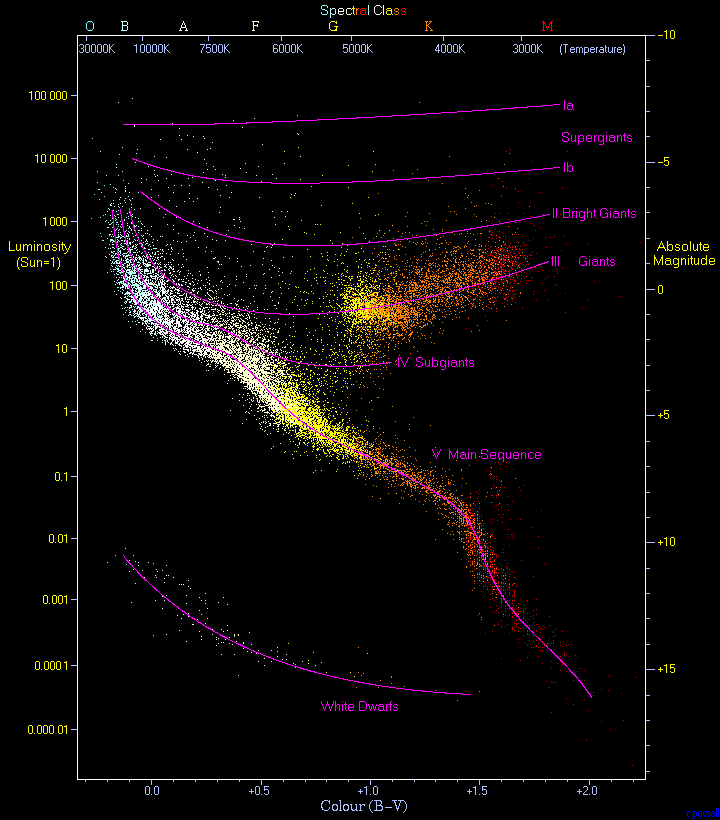
Il diagramma di Hertzsprung-Russell dispone le stelle a seconda della loro luminosità (o magnitudine assoluta) e del loro indice di colore (rappresentato come B-V). La sequenza principale è l'evidente banda diagonale che parte dall'alto a sinistra e finisce in basso a destra nel diagramma. Il diagramma in figura riporta la posizione di 22.000 stelle tratte dal Catalogo Hipparcos e di 1.000 stelle di bassa luminosità (nane bianche e nane rosse) tratte dal Catalogo Gliese.

A Potsdam, nel 1906, l'astronomo danese Ejnar Hertzsprung notò che le stelle il cui colore tendeva maggiormente al rosso (classificate nei tipi K ed M dello schema di Harvard) potevano essere suddivise in due gruppi a seconda che queste fossero più o meno luminose del Sole; per distinguere i due gruppi, diede il nome di "giganti" alle più brillanti e "nane" alle meno luminose. L'anno successivo iniziò a studiare gli ammassi stellari (gruppi di stelle poste approssimativamente alla stessa distanza), pubblicando i primi grafici che mettevano a confronto il colore e la luminosità delle stelle che li costituivano; in questi grafici compariva un'evidente banda continua di stelle, cui Hertzsprung diede il nome di "sequenza principale". Una simile linea di ricerca era perseguita presso l'Università di Princeton da Henry Norris Russell, che studiava le relazioni tra la classe spettrale di una stella e la sua luminosità effettiva considerando la distanza (ovvero, la magnitudine assoluta). A tale proposito si servì di un certo numero di stelle che possedevano dei valori affidabili della parallasse e che erano state categorizzate secondo lo schema di Harvard. Quando realizzò una rappresentazione grafica dei tipi spettrali di queste stelle raffrontati con la loro magnitudine assoluta, Russell scoprì che le "stelle nane" individuate da Hertzsprung seguivano una relazione distinta dagli altri tipi; questo consentì di predire la reale luminosità della stella con una ragionevole accuratezza.
Le stelle rosse di sequenza principale osservate da Hertzsprung rispettavano la relazione spettro-luminosità scoperta da Russell. Tuttavia le giganti erano molto più luminose delle stelle nane e quindi non rispettavano tale relazione. Russell ipotizzò che le stelle giganti avessero una bassa densità o una grande superficie radiante, mentre il contrario era vero per le stelle nane.
Nel 1933 Bengt Strömgren coniò il termine diagramma Hertzsprung-Russell per denotare il diagramma spettro-luminosità. Questo nome derivava dal fatto che Hertzsprung e Russell avevano compiuto ricerche parallele sullo stesso problema nei primi anni del Novecento.
I modelli di evoluzione stellare proposti intorno agli anni trenta del novecento prevedevano che, per le stelle di composizione chimica simile, vi fosse una relazione fra la massa stellare, la sua luminosità e il suo raggio. Questa relazione venne enunciata nel teorema Vogt-Russell, così chiamato in onore dei suoi scopritori Heinrich Vogt e Henry Norris Russell. Tale teorema afferma che una volta che sia nota la composizione chimica di una stella e la sua posizione nella sequenza principale è possibile ricavare il raggio e la massa della stella (tuttavia, fu scoperto successivamente che il teorema non si applica alle stelle che hanno composizione chimica non uniforme).
Uno schema perfezionato di classificazione stellare fu pubblicato nel 1943 da W. W. Morgan and P. C. Keenan. La classificazione MK assegna ad ogni stella una classe spettrale (basata sullo schema di Harvard) e una classe di luminosità. Lo schema di Harvard assegnava a ogni stella una lettera dell'alfabeto sulla base della forza delle linee spettrali dell'idrogeno che lo spettro della stella presentava. Ciò era stato fatto quando ancora la relazione fra lo spettro e la temperatura non era nota. Quando le stelle furono ordinate per temperatura e quando alcuni doppioni fra le classi furono rimossi, le classi spettrali furono ordinate secondo una temperatura decrescente a formare la sequenza O, B, A, F, G, K e M (In lingua inglese è stata coniata una frase per ricordarsi facilmente questa scala: "Oh Be A Fine Girl/Guy, Kiss Me"; Oh, sii una ragazza/un ragazzo gentile, baciami). Le classi O e B corrispondevano ai colori blu e azzurri, mentre le classi K e M ai colori arancio-rossi. Le classi intermedie, ai colori bianco (classe A) e giallo (classe G), mentre la classe F presentava un colore intermedio fra i due. Le classi di luminosità variavano da I fino a V, in ordine di luminosità decrescente. Le stelle di luminosità V corrispondevano a quelle di sequenza principale.

## Formazione

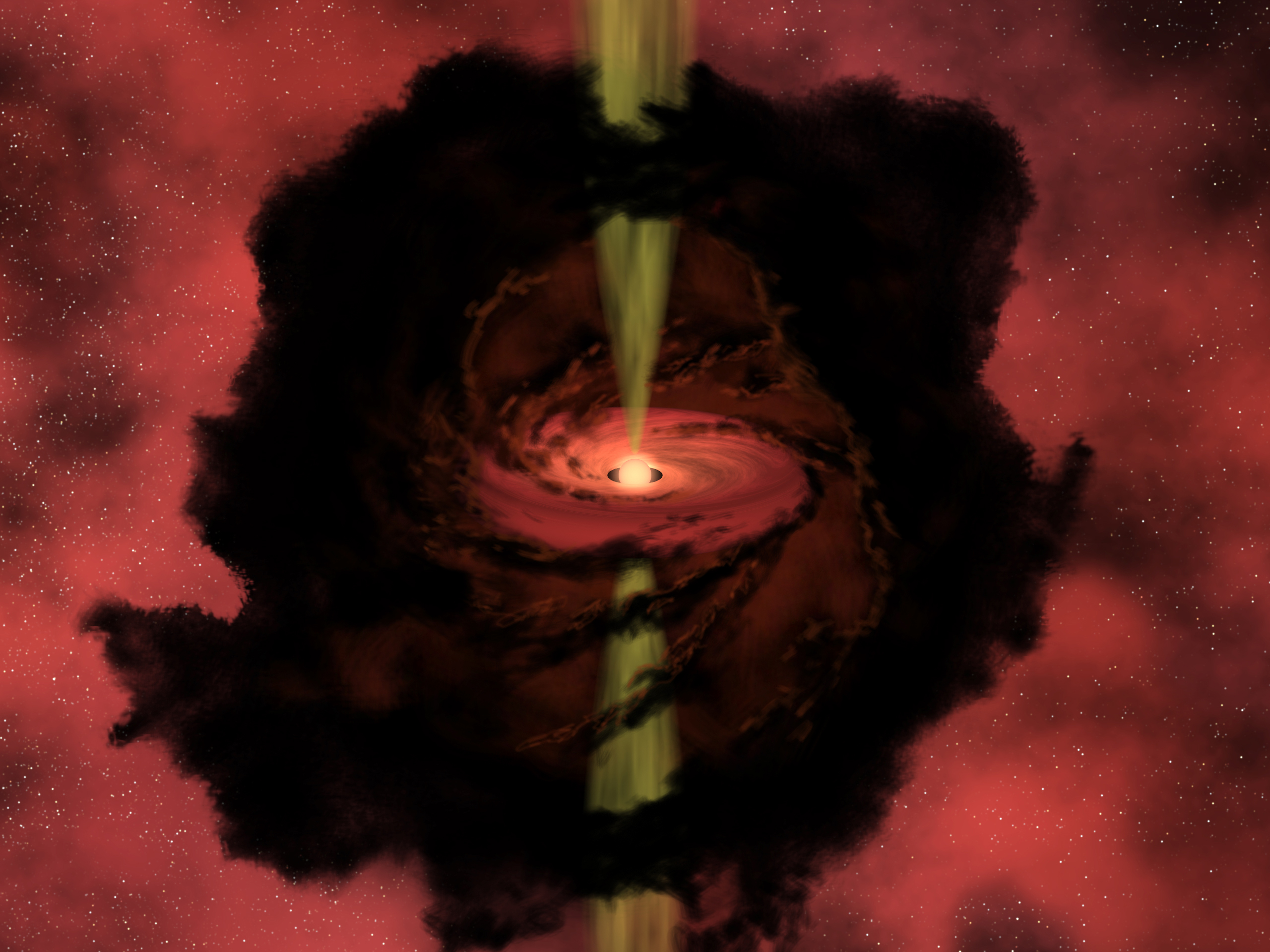
Rappresentazione artistica della protostella scoperta nella nube oscura LDN 1014; ben visibili sono il disco di accrescimento e i getti che si dipartono dai poli della protostella.

Quando una protostella si forma attraverso il collasso di una nube molecolare di gas e polvere, la sua composizione chimica iniziale consiste solitamente nel 70% di idrogeno, 28% di elio e tracce di altri elementi. La massa iniziale della stella dipende dalle condizioni locali della nube: la distribuzione delle masse fra le stelle nascenti all'interno di una nube è descritta dalla funzione di massa iniziale. Nelle prime fasi del collasso, la stella pre-sequenza principale genera energia tramite la contrazione gravitazionale, ma quando il nucleo raggiunge un sufficiente grado di densità, esso comincia a fondere l'idrogeno in elio, producendo sempre più energia in questo modo.
Quando la fusione nucleare diviene il processo dominante di produzione dell'energia e l'energia ricavata dalla contrazione gravitazionale si è dispersa, la stella giace in un punto della sequenza principale nel diagramma H-R, dipendente principalmente dalla sua massa. Gli astronomi si riferiscono a questo stadio della evoluzione stellare con l'espressione Zero-Age Main Sequence (ZAMS), sequenza principale di età zero.
Una stella permane nella sua posizione iniziale all'interno della sequenza principale finché una significativa porzione dell'idrogeno presente nel suo nucleo viene convertita in elio. A questo punto, essa esce dalla sequenza principale, muovendosi verso la parte in alto a destra del diagramma H-R, cioè diventando più luminosa e meno calda in superficie. La sequenza principale quindi è occupata dalle stelle che producono energia fondendo l'idrogeno presente nel loro nucleo.

## Caratteristiche stellari
La maggioranza delle stelle esistenti fa parte della sequenza principale. Ciò è dovuto al fatto che la posizione nel diagramma H-R di una stella che fonde l'idrogeno nel suo nucleo dipende, con un certo grado di approssimazione, unicamente alla sua massa: infatti, la massa determina sia la classe spettrale che la luminosità assoluta della stella. Poiché lo stadio di fusione dell'idrogeno è quello in cui una stella trascorre la maggior parte della sua esistenza, la maggior parte delle stelle si posizionerà lungo la sequenza principale.

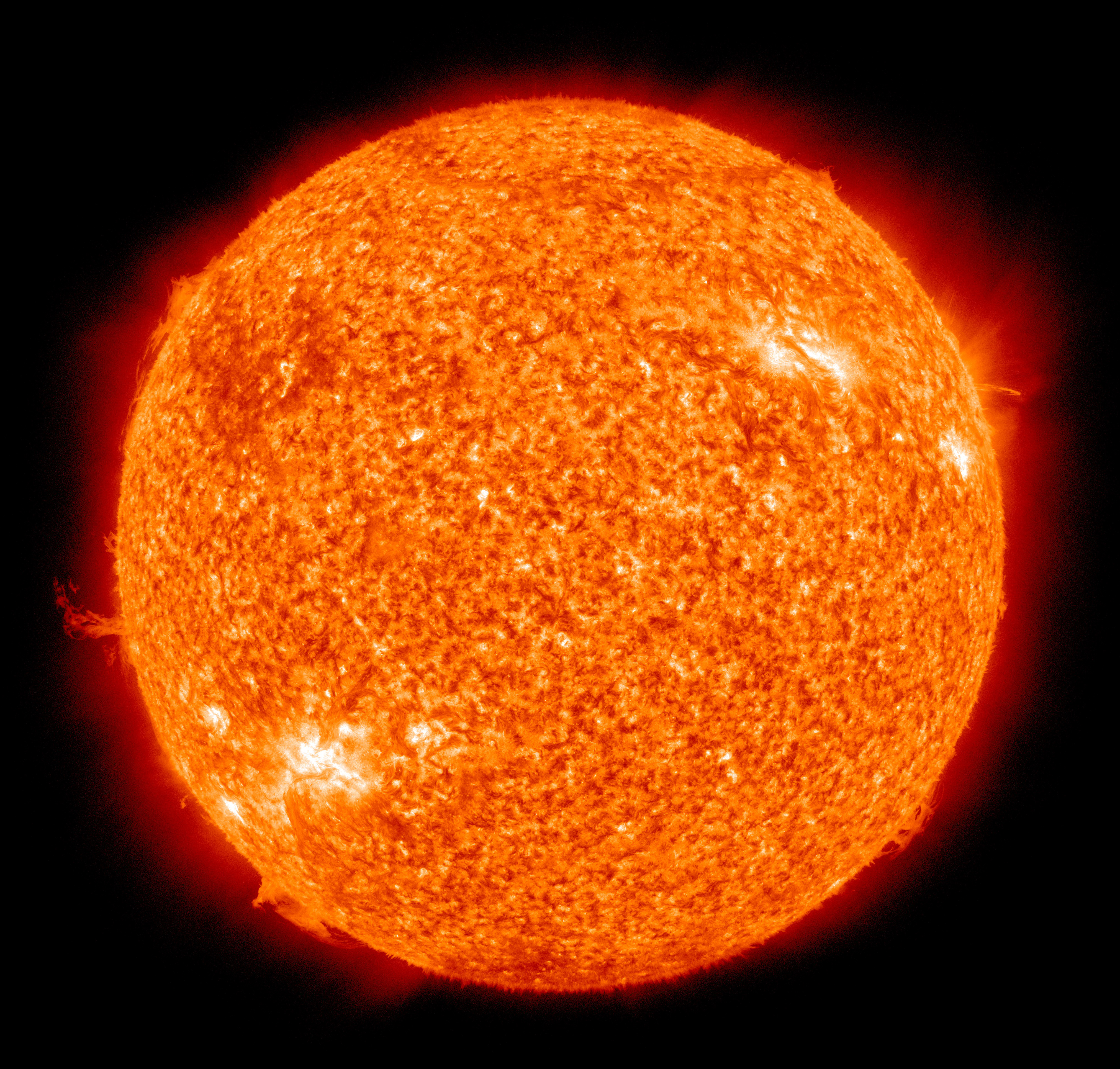
Un'immagine del Sole ripresa dall'Atmospheric Imaging Assembly del Solar Dynamics Observatory della NASA.

### Temperatura e colore
La classe spettrale di una stella è determinata dalla temperatura superficiale della stella stessa. Infatti, la legge di Wien prescrive che un corpo nero riscaldato a una certa temperatura emetterà una radiazione elettromagnetica con un determinato picco di intensità. In particolare, tale picco coinciderà con una lunghezza d'onda tanto minore quanto sarà più alta la temperatura del corpo nero. Sebbene una stella non sia un corpo nero, lo può essere considerato con una certa approssimazione. Ne segue che la temperatura della fotosfera della stella determinerà il picco di massima intensità della radiazione emessa e, di conseguenza, il colore della stella stessa. Un indicatore della classe spettrale a cui la stella appartiene è il suo indice di colore, B − V, che misura la differenza fra la magnitudine apparente della stella nella lunghezza del blu (B) e in quella del visibile (V); tali magnitudini sono determinate mediante appositi filtri. Il valore di B − V, di conseguenza, fornisce una misura della temperatura della stella.

### Massa e raggio
Se idealmente si considerano le stelle come corpi neri, allora la loro posizione nel diagramma H-R determina il loro raggio; infatti raggio, temperatura e luminosità assoluta sono messi in relazione dalla legge di Stefan-Boltzmann:
{\textstyle L=4\pi \sigma R^{2}T_{\text{eff}}^{4}}
ove σ è la costante di Stefan-Boltzmann. Conoscendo luminosità e temperatura è dunque possibile ricavare il raggio di una stella.
La massa di una stella di sequenza principale è strettamente correlata con il raggio e la luminosità. La relazione massa-luminosità specifica il rapporto fra la luminosità L e la massa M, che nella sua versione approssimata afferma che il rapporto fra le luminosità di due stelle è proporzionale alla terza potenza e mezza del rapporto fra le loro masse:
{\displaystyle {\frac {L_{1}}{L_{2}}}=\left({\frac {M_{1}}{M_{2}}}\right)^{3,5}}
ove L1 e L2 sono le luminosità delle due stelle e M1 e M2 le loro masse.
Il rapporto fra la massa M e il raggio R è approssimativamente una relazione lineare: infatti il rapporto fra M e R aumenta di solo di tre volte all'aumentare di 2,5 ordini di grandezza di M. Una migliore approssimazione rispetto al semplice rapporto lineare è data dalla relazione: R ∝ M0,78

### Esempi
La tabella sottostante mostra valori tipici per le stelle di sequenza principale. I valori della luminosità (L), del raggio (R) e della massa (M) sono relativi al Sole, una stella di sequenza principale di classe spettrale G2. I valori sono approssimati: i valori reali potrebbero essere del 20-30% differenti rispetto a quelli riportati:
| Classe Spettrale | Raggio | Massa | Luminosità | Temperatura | Esempi[21]                   |
| ---------------- | ------ | ----- | ---------- | ----------- | ---------------------------- |
| Classe Spettrale | R/R☉   | M/M☉  | L/L☉       | K           | Esempi[21]                   |
| O5               | 18     | 40    | 500.000    | 38.000      | Zeta Puppis                  |
| B0               | 7,4    | 18    | 20.000     | 30.000      | Phi1 Orionis                 |
| B5               | 3,8    | 6,5   | 800        | 16.400      | Pi Andromedae A              |
| A0               | 2,5    | 3,2   | 80         | 10.800      | Alpha Coronae Borealis A     |
| A5               | 1,7    | 2,1   | 20         | 8.620       | Beta Pictoris                |
| F0               | 1,4    | 1,7   | 6          | 7.240       | Gamma Virginis               |
| F5               | 1,2    | 1,29  | 2,5        | 6.540       | Eta Arietis                  |
| G0               | 1,05   | 1,10  | 1,26       | 6.000       | Beta Comae Berenices         |
| G2               | 1,00   | 1,00  | 1,00       | 5.920       | Sole                         |
| G5               | 0,93   | 0,93  | 0,79       | 5.610       | Alpha Mensae                 |
| K0               | 0,85   | 0,78  | 0,40       | 5.150       | 70 Ophiuchi A                |
| K5               | 0,74   | 0,69  | 0,16       | 4.640       | 61 Cygni A[22]               |
| M0               | 0,63   | 0,47  | 0,063      | 3.920       | Gliese 185[23]               |
| M5               | 0,32   | 0,21  | 0,0079     | 3.120       | EZ Aquarii A                 |
| M8               | 0,13   | 0,10  | 0,0008     | —           | Stella di Van Biesbroeck[24] |

## Generazione dell'energia
Tutte le stelle di sequenza principale possiedono un nucleo in cui viene generata energia mediante la fusione dell'idrogeno in elio. La temperatura e la densità di tale nucleo devono essere tali da produrre un quantitativo di energia sufficiente a sostenere il resto della stella. Una riduzione nel ritmo di produzione dell'energia causerebbe una contrazione della stella e un conseguente aumento della densità e della temperatura del nucleo che si tradurrebbe in un aumento del tasso di fusione e di produzione dell'energia. Allo stesso modo, un aumento della produzione di energia provoca una espansione della stella, che si traduce in una diminuzione della densità e della temperatura del nucleo. La stella quindi è un sistema in equilibrio idrostatico che rimane stabile durante tutta la sua permanenza nella sequenza principale a causa dei suoi meccanismi di autoregolazione.

Questo grafico mette in relazione il logaritmo della quantità di energia prodotta (ε) con il logaritmo della temperatura (T) per la catena protone-protone (PP), il ciclo CNO e il processo tripla α. La linea tratteggiata mostra la somma delle energie prodotte da PP e CNO all'interno di una stella. Alla temperatura a cui si trova il nucleo solare il PP è più efficiente.

Le stelle di sequenza principale impiegano due tipi di processi di fusione dell'idrogeno e il tasso di generazione dell'energia di ognuno dei due tipi dipende dalla temperatura del nucleo. Gli astronomi dividono la sequenza principale in due parti, la superiore e l'inferiore, in ragione del tipo di processo dominante. Le stelle collocabili nella parte inferiore della sequenza principale producono energia primariamente tramite la catena protone-protone (PP), che fonde l'idrogeno in deuterio e il deuterio in elio attraverso una serie di passaggi intermedi. Le stelle nella parte alta della sequenza principale hanno un nucleo abbastanza caldo e denso da utilizzare in modo efficiente il ciclo del carbonio-azoto (CNO). Questo processo utilizza il carbonio, l'azoto e l'ossigeno nel ruolo di catalizzatori del processo di fusione dell'idrogeno in elio.
Alla temperatura di 18 milioni di Kelvin, la catena PP e il ciclo CNO hanno lo stesso grado di efficienza e ognuno genera la metà dell'energia prodotta nel nucleo stellare. Si tratta della temperatura che viene raggiunta nei nuclei delle stelle di 1,5 masse solari. Sopra questa temperatura il ciclo CNO diventa più efficiente, mentre al di sotto lo è la catena PP. Pertanto, con una certa approssimazione, si può dire che le stelle di classe spettrale F o più fredde appartengono alla parte bassa della sequenza principale, mentre quelle di classe A o più calde alla parte alta. La transizione da una forma di produzione di energia all'altra si estende per meno di una massa solare: nelle stelle come il Sole di classe spettrale G2 solo 1,5% dell'energia viene generata mediante il ciclo CNO; al contrario, le stelle aventi almeno 1,8 masse solari generano quasi tutta la loro energia mediante il ciclo CNO.
Finora non sono state osservate stelle aventi una massa maggiore di 120-200 M☉. La spiegazione teorica di questo limite consiste nel fatto che stelle di massa superiore non possono irradiare l'energia da esse prodotte in modo abbastanza veloce per rimanere stabili, sicché la massa in eccesso viene espulsa in una serie di esplosioni che portano la stella a stabilizzarsi. Il limite di massa inferiore di una stella è determinato dalle condizioni minime di temperatura e densità del nucleo che portano all'innesco della catena PP: tale limite è posto intorno alle 0,08 M☉. Al di sotto, non si può più parlare di stelle, ma solo di oggetti sub-stellari quali le nane brune.

## Struttura
Poiché c'è una differenza di temperatura fra il nucleo e la superficie di una stella (o fotosfera), l'energia prodotta nel nucleo viene trasferita in superficie. Questo trasferimento avviene in due modi: per irraggiamento e per convezione. Si chiamano zone radiative le parti della stella in cui l'energia viene trasferita per irraggiamento e zone convettive quelle in cui l'energia viene trasferita tramite convezione. Nelle zone radiative ci sono pochi movimenti di plasma e l'energia viene trasportata per mezzo di onde elettromagnetiche; viceversa, nelle zone convettive l'energia viene trasportata mediante movimenti di plasma e in particolare con l'ascesa del materiale caldo e la discesa del materiale più freddo. La convezione è un meccanismo più efficiente di trasporto dell'energia rispetto alla radiazione, ma può operare solo quando è presente un elevato gradiente di temperatura.

La struttura interna di alcune stelle in relazione alla loro massa; le curve rappresentano la zona convettiva, le linee spezzate la zona radiativa.

Nelle stelle massicce, oltre le 10 M☉, il tasso di produzione dell'energia per mezzo del ciclo CNO è estremamente sensibile alla temperatura, sicché i processi di fusione sono molto concentrati nel nucleo interno della stella. C'è pertanto un alto gradiente di temperatura fra la zona in cui avviene la fusione e il resto del nucleo; in queste condizioni la convezione può operare efficientemente all'interno del nucleo stellare in modo da rimuovere dal nucleo interno l'elio prodotto dalla fusione. In tal modo le stelle di questo tipo riescono a consumare grandi quantitativi di idrogeno nel corso della loro permanenza all'interno della sequenza principale. Nelle regioni esterne delle stelle massicce il trasporto dell'energia avviene invece per radiazione.
Sotto le 10 M☉, le stelle di sequenza principale presentano un nucleo interno di elio inattivo circondato da un nucleo esterno convettivo di idrogeno in cui avvengono le reazioni nucleari: l'elio prodotto tende quindi ad accumularsi al centro. Meno la stella è massiccia, minore sarà lo spessore del nucleo convettivo esterno di idrogeno. Nelle stelle di massa intermedia come Sirio, il nucleo convettivo è molto ridotto e il trasporto dell'energia nella stella avviene primariamente per irraggiamento. Nelle stelle di massa inferiore a 2 M☉ il nucleo convettivo scompare del tutto ed esse presentano un interno completamente radiativo. Sotto le 1,8 M☉ al di sopra del nucleo radiativo stabile si forma una zona convettiva che trasporta l'energia fino alla superficie mischiando gli strati più esterni della stella. Al diminuire della massa incrementa lo spessore di questa zona convettiva a discapito della zona radiativa centrale finché nelle stelle di massa più piccola (meno di 0,4 M☉) il nucleo radiativo scompare e zona convettiva si estende per l'intera stella. Di conseguenza l'elio prodotto nel nucleo si distribuisce nella stella in modo relativamente omogeneo.

## La variazione luminosità-colore
A mano a mano che l'elio inerte, prodotto della fusione, si accumula nel nucleo della stella, la riduzione della quantità di idrogeno all'interno della stella si traduce nella diminuzione del tasso di fusione. Di conseguenza il nucleo stellare si contrae aumentando la sua temperatura e pressione, il che produce un nuovo innalzamento del tasso di fusione per compensare la maggiore densità del nucleo. La maggiore produzione di energia da parte del nucleo aumenta la luminosità e il raggio della stella nel tempo. Ad esempio, la luminosità del Sole, quando entrò nella sequenza principale, era circa il 70% di quella attuale. Cambiando la sua luminosità, la stella cambia anche la sua posizione nel diagramma H-R. Di conseguenza la sequenza principale non è una semplice linea nel diagramma, ma appare come una banda relativamente spessa in quanto in essa sono presenti stelle di tutte le età.
Esistono altri fattori che allargano la banda della sequenza principale. Alcuni sono estrinseci, come ad esempio le incertezze nella distanza delle stelle o la presenza di una stella binaria irrisolta che altera i parametri stellari. Ma altri sono intrinseci: oltre alla differente composizione chimica, dovuta sia alla metallicità iniziale della stella, sia al suo stadio evolutivo, le interazioni con una compagna stretta, una rotazione particolarmente rapida o un campo magnetico peculiare possono modificare leggermente la posizione della stella all'interno della sequenza principale. Ad esempio, le stelle che hanno metallicità molto bassa, cioè che sono molto povere di elementi con numero atomico maggiore di quello dell'elio, si collocano un po' al di sotto della sequenza principale. Esse sono note come stelle subnane, benché esse, come tutte le altre stelle di sequenza principale, fondano l'idrogeno nei loro nuclei.
Una regione quasi verticale nel diagramma H-R, conosciuta come striscia di instabilità, è occupata dal stelle variabili pulsanti, fra le quali le più note sono le variabili Cefeidi. Le pulsazioni sono correlate a oscillazioni di luminosità con periodi molto regolari. La striscia di instabilità interseca la parte alta della sequenza principale nella regione delle classi A e F, cioè in quella occupata dalle stelle aventi una massa compresa fra 1 e 2 M☉. La parte della striscia di instabilità più vicina alla sequenza principale è occupata dalle variabili Delta Scuti. Le stelle variabili di sequenza principale di questa regione presentano solo piccoli cambiamenti di luminosità che sono difficili da rilevare. Altre stelle di sequenza principale variabili, come le variabili Beta Cephei, non hanno relazioni dirette con la striscia di instabilità.

## Tempo di permanenza nella sequenza principale

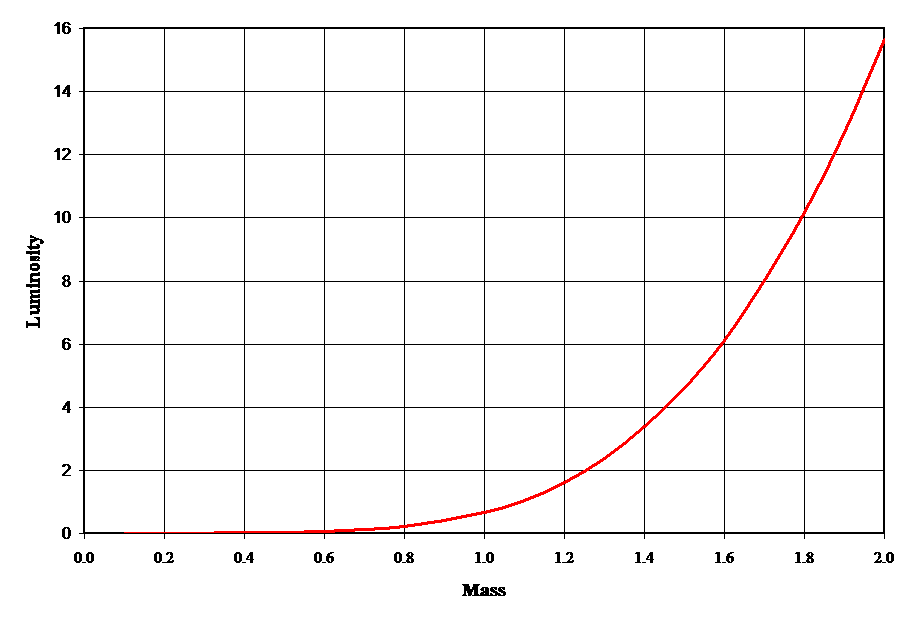
La tabella mostra la relazione massa-luminosità per le stelle appena entrate nella sequenza principale. La massa e la luminosità sono relative a quelle del Sole.

L'energia totale che una stella può generare mediante fusione è limitata dal quantitativo di idrogeno presente nel suo nucleo. Perché una stella sia in equilibrio l'energia generata nel nucleo deve essere uguale a quella irraggiata dalla superficie. Poiché la luminosità equivale all'energia irraggiata nell'unità di tempo, in prima approssimazione si può dedurre la lunghezza della vita di una stella dall'energia che può produrre durante la sua esistenza dividendola per la sua luminosità.
Nelle stelle di sequenza principale la luminosità (L) e la massa (M) sono correlate dalla relazione massa-luminosità, che può essere approssimativamente espressa dalla seguente legge di potenza:
{\displaystyle L\propto M^{3,5}}
Questa relazione si applica alle stelle di sequenza principale con massa compresa fra 0,1 e 50 M☉. Poiché il combustile nucleare disponibile per la fusione è proporzionale alla massa della stella e dato che il Sole è destinato a rimanere nella sequenza principale circa 10 miliardi di anni, possiamo calcolare il tempo di permanenza di una stella all'interno della sequenza principale ({\displaystyle \tau _{\rm {MS}}}) mettendo in rapporto la sua massa e la sua luminosità con quelle del Sole e ricavando dal tempo di permanenza del Sole nella sequenza principale quello della stella: infatti il numero di anni di permanenza di una stella all'interno della sequenza sarà uguale a:
{\displaystyle \tau _{\rm {MS}}\approx {nM_{\odot } \over mL_{\odot }}\times 10^{10}} anni
ove {\displaystyle n} e {\displaystyle m} sono rispettivamente il rapporto fra la massa e la luminosità della stella con quella del Sole. Ora, come si è detto, il rapporto fra le luminosità di due stelle è uguale alla terza potenza e mezzo del rapporto fra le masse; quindi:
{\displaystyle {\frac {L}{L_{\odot }}}={\left({\frac {M}{M_{\odot }}}\right)}^{3,5}}
Sostituendo nella prima equazione ne segue che una stella di {\displaystyle n} masse solari permarrà nella sequenza principale:
{\displaystyle \tau _{\rm {MS}}\approx \left({n \over n^{3,5}}\right)\times 10^{10}} anni,
cioè:
{\displaystyle \tau _{\rm {MS}}\approx \left({1 \over n^{2,5}}\right)\times 10^{10}} anni.
Quindi, contrariamente a quello che si potrebbe pensare, le stelle massicce, sebbene dispongano di maggior combustibile nucleare da fondere, hanno una vita più breve perché al crescere della massa l'incremento della luminosità è maggiore di quello della massa stessa. Di conseguenza, le stelle più massicce permangono nella sequenza principale solo pochi milioni di anni, mentre le stelle aventi una massa di 0,1 M☉ possono rimanere nella sequenza principale più di 1000 miliardi di anni.
L'esatta relazione fra massa e luminosità dipende da quanto efficientemente l'energia viene trasportata dal nucleo alla superficie. Una maggiore opacità ha un effetto isolante che mantiene una maggiore quantità di energia nel nucleo, sicché la stella ha bisogno di produrre minori quantità di energia per mantenersi in equilibrio idrostatico. Al contrario, una minore opacità si traduce in un maggiore rilascio di energia da parte del nucleo che ha bisogno di produrne in quantità maggiore per mantenere l'equilibrio. Tuttavia, se l'opacità aumenta di molto, allora la convezione può risultare il meccanismo più efficiente di trasporto dell'energia, con il risultato che le condizioni per rimanere in equilibrio mutano
Nelle stelle di sequenza principale massicce l'opacità è determinata dallo scattering di elettroni, che rimane all'incirca costante con il crescere della temperatura. Di conseguenza, la luminosità cresce proporzionalmente al cubo della massa. Per le stelle al di sotto delle 10 M☉, l'opacità dipende dalla temperatura, il che si traduce in una crescita della luminosità proporzionale alla quarta potenza della massa. Per le stelle di piccola massa, le molecole dell'atmosfera contribuiscono all'opacità. Sotto le 0,5 M☉, la luminosità cresce con la potenza di 2,3 della massa, rendendo più piatta la curva in un grafico massa-luminosità nella parte relativa alle masse più piccole. Tuttavia, anche questi raffinamenti sono solo approssimativi in quanto la relazione massa-luminosità può variare con la composizione chimica della stella.
Le stelle di massa superiore alle 0,5 M☉, una volta esaurito l'idrogeno nel nucleo e una volta diventate delle giganti rosse, possono cominciare a fondere l'elio in carbonio tramite il processo tre alfa, aumentando la loro luminosità. Di conseguenza questo stadio della loro evoluzione dura molto meno, comparato a quello di sequenza principale. Per esempio il Sole permarrà nella sequenza principale 10 miliardi di anni, mentre la sua fase di fusione dell'elio durerà 130 milioni di anni. Di conseguenza, delle stelle esistenti con massa superiore alle 0,5 M☉ il 90% sono stelle di sequenza principale.

## Tracce evolutive

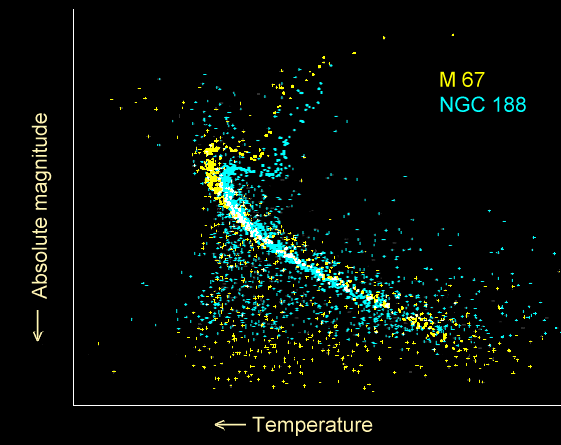
Questa immagine mostra il diagramma Hertzsprung-Russell di due ammassi aperti. NGC 188 (in blu) è più vecchio e pertanto mostra un punto più basso di uscita dalla sequenza principale rispetto a M67 (in giallo).

Una volta che una stella abbia esaurito l'idrogeno nel suo nucleo, la perdita di energia causa un collasso gravitazionale. Si prevede che le stelle aventi una massa inferiore a 0,23 M☉ diventeranno direttamente delle nane bianche una volta che la fusione dell'idrogeno si sia interrotta.
Per le stelle di massa compresa fra 0,23 e 10 M☉, l'idrogeno che circonda il nucleo di elio raggiunge condizioni di temperatura e pressione sufficienti per iniziare un processo di fusione. Questo cambiamento causa l'espansione dell'involucro esterno della stella che si espande e raffredda. La stella esce dalla sequenza principale e entra nel ramo delle giganti rosse. Il percorso che la stella segue lungo il diagramma H-R in seguito a queste modificazioni viene chiamato traccia evolutiva.
Il nucleo di elio di una gigante rossa continua a collassare fino a che esso non viene interamente sostenuto dalla pressione degli elettroni degenerati, un effetto quantistico che impedisce alla materia di compattarsi oltre un certo limite. Nelle stelle aventi massa superiore a 0,5 M☉, il nucleo raggiunge temperature sufficienti per innescare la fusione dell'elio in carbonio tramite il processo tre alfa. Stelle di 5-7,5 M☉ possono fondere anche elementi con numeri atomici più alti. Nelle stelle superiori a 10 M☉ questo processo produce un nucleo sempre più denso e caldo che alla fine collassa facendo esplodere la stella in una supernova.
In un ammasso stellare le stelle si sono formate di solito approssimativamente nello stesso periodo di tempo. Le stelle più massicce dell'ammasso lasceranno prima la sequenza principale, seguite a mano a mano dalle stelle meno massicce. Le prime stelle a lasciare la sequenza principale sono pertanto quelle in alto a sinistra nel diagramma H-R, seguite a mano a mano da quelle che si trovano più in basso a destra. La posizione attuale nel diagramma delle stelle che stanno abbandonando la sequenza principale è conosciuta come punto di uscita. Conoscendo la massa delle stelle che si trovano nel punto di uscita e pertanto la loro età, è possibile conoscere l'età dell'intero ammasso.

## Il termine "nana"
La distinzione tra stelle nane e stelle giganti è una distinzione effettuata sulla base della loro classificazione spettrale, non sulla base delle loro dimensioni fisiche. Le stelle nane sono caratterizzate da una densità più elevata. Questa differenza si traduce nella maggiore larghezza delle righe del loro spettro e quindi in una classe di luminosità più bassa. Maggiore è la densità, maggiore è la larghezza delle righe. In ordine di densità decrescente e di luminosità crescente distinguiamo le seguenti classi di luminosità:
- Subnane: classe di luminosità VI;
- Nane: classe di luminosità V;
- Subgiganti: classe di luminosità IV;
- Giganti: classe di luminosità III;
- Giganti brillanti: classe di luminosità II;
- Supergiganti: classe di luminosità I.

Le nane rosse, le nane arancioni e le nane gialle sono effettivamente più piccole e deboli delle stelle giganti dei rispettivi colori perché hanno una superficie radiante proporzionalmente più piccola. Tuttavia per le stelle più massicce, di colore bianco, azzurro e blu, la differenza di taglia e di brillantezza fra le "nane" di sequenza principale e le "giganti" diventa sempre più piccola, finché per le stelle più calde diviene non più osservabile direttamente.
Infine, le nane bianche non rientrano nella classificazione spettrale su data, pur essendo a volte classificate con classe di luminosità VII, perché così come le stelle di neutroni non sono classificabili come stelle, cioè come oggetti il cui equilibrio idrostatico è sorretto da una adeguata produzione di energia nucleare nelle regioni interne. Questo tipo di oggetti sono sorretti dalla elevatissima degenerazione del gas che le compone, non possono in nessun modo ospitare fenomeni di fusione nucleare. Sia le nane bianche che le stelle a neutroni appartengono alla classe di sorgenti note come oggetti compatti e rappresentano i resti di una porzione più o meno ampia del nucleo dei loro progenitori stellari.

### Testi generici
- (EN) Martha Evans Martin; Donald Howard Menzel, The Friendly Stars: How to Locate and Identify Them, Dover, Courier Dover Publications, 1964,  pagine 147, ISBN 0-486-21099-5.
- H. Reeves, L'evoluzione cosmica, Milano, Rizzoli–BUR, 2000, ISBN 88-17-25907-1.
- (EN) Cliff Pickover, The Stars of Heaven, Oxford, Oxford University Press, 2001, ISBN 0-19-514874-6.
- AA.VV, L'Universo - Grande enciclopedia dell'astronomia, Novara, De Agostini, 2002.
- M. Hack, Dove nascono le stelle. Dalla vita ai quark: un viaggio a ritroso alle origini dell'Universo, Milano, Sperling & Kupfer, 2004, ISBN 88-8274-912-6.
- J. Gribbin, Enciclopedia di astronomia e cosmologia, Milano, Garzanti, 2005, ISBN 88-11-50517-8.
- W. Owen, Atlante illustrato dell'Universo, Milano, Il Viaggiatore, 2006, ISBN 88-365-3679-4.
- C. Abbondi, Universo in evoluzione dalla nascita alla morte delle stelle, Sandit, 2007, ISBN 88-89150-32-7.
- (EN) J. Craig Wheeler, Cosmic Catastrophes: Exploding Stars, Black Holes, and Mapping the Universe, 2ª ed., Cambridge, Cambridge University Press, 2007,  pagine 339, ISBN 0-521-85714-7.
- (EN) Fred Schaaf, The Brightest Stars: Discovering the Universe through the Sky's Most Brilliant Stars, John Wiley & Sons, Incorporated, 2008,  pagine 288, ISBN 978-0-471-70410-2.

### Testi specialistici
- (EN) S. Chandrasekhar, Principles of Stellar Dynamics, New York, Dover, 2005 (1ª ed. 1942), ISBN 0-486-44273-X.
- (EN) Martin Schwarzschild, Structure and Evolution of the Stars, Princeton University Press, 1958, ISBN 0-691-08044-5.
- (EN) Robert G. Aitken, The Binary Stars, New York, Dover Publications Inc., 1964.
- (EN) Dina Prialnik, An Introduction to the Theory of Stellar Structure and Evolution, Cambridge University Press, 2000, ISBN 0-521-65065-8.
- (EN) L. Hartmann, Accretion Processes in Star Formation, Cambridge University Press, 2000, ISBN 0-521-78520-0.
- (EN) T. Padmanabhan, Theoretical Astrophysics: Stars and Stellar Systems Vol. 2, Cambridge University Press, 2001,  p. 594, ISBN 0-521-56631-2.
- A. De Blasi, Le stelle: nascita, evoluzione e morte, Bologna, CLUEB, 2002, ISBN 88-491-1832-5.
- (EN) M. Salaris, Evolution of stars and stellar populations, a cura di S. Cassisi, John Wiley and Sons, 2005,  pp. 108–109, ISBN 0-470-09220-3.
- Vittorio Castellani, Fondamenti di Astrofisica Stellare, Bologna, Zanichelli, 2006.